# Garnet Crow
GARNET CROW (ガーネット クロウ Gānetto Kurou?) es una banda japonesa formada originalmente en 1999, de cuatro integrantes, y es también una de las bandas más populares del sello disquero Giza Studio.

## Integrantes
- Yuri Nakamura (中村由利 Nakamura Yuri?) (4 de julio de 1977)
La vocalista de la banda, y también se encarga de las composiciones de los temas.
- Nana Azuki (AZUKI七 AZUKI Nana?) (29 de julio, 19??)
La encargada del teclado, y también de escribir las letras de todas las canciones de la banda.
- Hitoshi Okamoto (岡本仁志 Okamoto Hitoshi?) (12 de junio de 1976)
El guitarrista de la banda.
- Hirohito Furui (古井弘人 Furui Hirohito?) (7 de febrero de 1967)
También encargado del teclado, aparte de ser el responsable de los arreglos para los temas.

## Biografía

### 1999 ~ 2001: first soundscope
Los cuatro integrantes de lo que sería esta banda se conocieron allá por 1999, mientras todos estaban en un mismo estudio de grabación por distintos motivos de trabajo. Yuri en ese entonces era la única "nueva" en la industria, ya que todos habían realizado trabajos musicales anterior a ese encuentro. Sin embargo, su única voz de un tono más grave del común a una mujer, y su fuerza como compositora, hicieron de ella una contribución esencial para el posterior éxito que la banda alcanzaría. Hirohito Furui trabajaba anteriormente como productor y era el músico más experimentado de los cuatro integrantes, por lo que desde el comienzo fue considerado como el líder de GARNET CROW. Nana Azuki y Hitoshi Okamoto también se habían hecho un nombre en la industria como buenos compositores y músicos respectivamente.
Los cuatro eran músicos activos en las distintas áreas que les competían en el proceso de creación de música, y en cuanto descubrieron que sus ideas tenían varios factores comunes y en resumen todos querían hacer cosas prácticamente iguales, decidieron formar una banda a la que llamaron GARNET CROW, y comenzaron a crear y grabar temas al interior de un estudio llamado red way studio. El nombre de la banda era originalmente Garnet (Granate), y posteriormente fue agregado el Crow (Cuervo). Dicho nombre fue escogido del japonés Shinku no Karasu (Cuervo Granate), para dar una imagen entre misteriosa y atractiva, dicho por los mismos miembros de la banda. En una entrevista en la cual preguntaron a miembros la banda sobre como se conocieron, ellos respondieron que fue por Omiai (es decir por matrimonio arreglado). Pero no con la intención de que se entendiera como algo negativo, sino con un sentido como especie de hermandad.
En sus inicios como banda indie alcanzaron a lanzar un EP el cual fue titulado "first kaleidscope ~Kimi no Uchi ni Tsuku Made Zutto Hashitte Yuku~" bajo el sello independiente Tent House. A pesar de que álbum estuvo lejos de convertirse en éxito y paso desapercibido en todos lados, al poco tiempo fueron encontrados por el sello Giza Studio, y consiguen un contrato como banda major.
En marzo del año 2000 para su debut lanzan dos sencillos el mismo día: "Mysterious Eyes" y "Kimi no Uchi ni Tsuku Made Zutto Hashitte Yuku", el primero de éstos siendo escogido para ser el tema opening de la serie de anime conocida en español como Detective Conan (en japonés Meitantei Conan). Ambos sencillos para sorpresa de varios debutan relativamente bien en las listas, en los puestos n.º 20 y n.º 40 de Oricon, entre los dos superando las 70 mil unidades vendidas. Tras lanzar sencillos como "Sen Ijou no Kotoba wo Narabete mo..." y "Futari no Rocket", que se desempeñaron regularmente en materia de ventas, su quinto trabajo titulado "Natsu no Maboroshi", segundo tema de la banda que es escogido para ser parte de la banda sonora del Detective Conan, logra nuevamente alcanzar un nivel considerado "exitoso" -segundo sencillo que logra entrar al Top 20 de las listas niponas-, para GARNET CROW comienza a hacerse un factor característico de éxito el que sus temas sean parte del anime. Su siguiente sencillo, "flying", canción principal del videojuego para Playstation Tales of Eternia, logra llegar al puesto n.º 25 de Oricon con una muy baja promoción, lo que marcó un final de año relativamente bueno para lo que fue el primer año de la banda como major.
Su primer lanzamiento del año 2001, su primer álbum major titulado "first soundscope ~Mizu no nai Hareta Umi e~" -una versión mejorada de lo que había sido su primer álbum indie, por eso manteniendo el título pero cambiando la leyenda-, entra fuerte la primera semana de lanzamiento, debutanto en el n.º 10 de los álbumes más vendidos de Japón, éxito que le dio al joven grupo una mayor seguridad y solidez, que fue aumentando conforme el paso del tiempo, ya que desconocían que en general el público los considerara tanto y que tuvieran tanta popularidad.
Con la salida de sus siguientes sencillos "Last love song" -tema principal de la serie de televisión Beat Takeshi no TV Tackle- y "Call my name" -tema ending del anime Project ARMS- comenzaron a bajar nuevamente, hasta que finalmente su tema "Timeless Sleep" -también tema ending del mismo anime antes mencionado- ni siquiera logra entrar a los treinta más vendidos la semana de su debut, por lo que desde aquí comenzó a tomarse el tema de la promoción de los sencillos más en serio.

### 2002: Sparkle
En materia de promoción, su sello siempre dio prioridad a otros de sus artistas que les estaba yendo relativamente mejor, dejando de lado a la banda. La principal preocupación de GARNET CROW era la creación de nuevas temas y evolucionar para cada vez hacerse mejores, dejando de lado presentaciones a sus fanáticos y otros factores para ayudar a dar conocer sus trabajos, algo que comenzó a tomar peso y decidió mejorarse.
Durante tres meses la banda no lanzó ningún nuevo trabajo, hasta que finalmente fue anunciado un nuevo sencillo para marzo de 2002: "Yume Mita Ato de", su tercer tema escogido para hacer de ending de Detective Conan, y el cual nunca nadie esperó que tuviera el éxito que finalmente alcanzó. Tras algunas semanas al aire al interior del anime previos al lanzamiento del sencillo, finalmente "Yume Mita Ato de" debuta en el n.º 6 de Oricon, llegando a vender finalmente casi 100 mil copias; es decir, el sencillo más exitoso de GARNET CROW hasta la fecha. Debido al éxito la banda es invitada a presentarse en televisión para promocionar su sencillo, esto por primera vez tras tres años de su debut. Todo este repentino reconocimiento y éxito les valió que su segundo álbum de estudio titulado "SPARKLE ~Sujigaki-doori no Sky Blue~" llegara al n.º 4 de las listas en su lanzamiento, vendiendo más de 150 mil copias, y algunos meses después que su siguiente sencillo "Spiral" llegara al igualmente al n.º 7 de las listas, todos gozando de gran éxito y aumentando aún más la popularidad de la banda. Todo esto les da el coraje y valor a GARNET CROW para decidirse a iniciar el LIVE TOUR 2002 - first livescope, su primera gira nacional por Japón, donde consiguen entrenamiento para presentarse en vivo. A finales de año terminan triunfantes lanzando otro sencillo más al mercado, "Crystal Cauge", el cual entró al igual que sus otros dos singles lanzados dentro del Top 10 de las listas.
Muchos le atribuyen que el éxito alcanzado fue principalmente gracias al Detective Conan, que siendo una de las series animadas más populares en Japón ayudó a GARNET CROW, en un comienzo banda anónima, hasta alcanzar popularidad y éxito significativo en país, así como incluso a nivel mundial gracias al anime.

### 2003 y 2004: Crystallize y I'm waiting 4 you
Tras todo el agotador y también reconfortante año que fue el 2002 para GARNET CROW, el 2003 amanzan un poco los humos y disminuyen su actividad considerablemente. En febrero de este año lanzan en formato DVD el registro de lo que fue su primera gira, y sólo lanzaron dos sencillos, y se dedicaron más que nada a la formación de su tercer álbum de estudio "Crystallize ~Kimi to iu Hikari~", que fue lanzado en noviembre, llegando al Top 5 y vendiendo más de casi 90 mil unidades. Ya después de esto el nombre de GARNET CROW estaba completamente afiatado en la cultura Pop de Japón, y ya ninguno de sus trabajos posteriores podría considerársele un fracaso, todos rondeando siempre al menos los primeros treinta primeros puestas de los más vendidos de su país.
En el año 2004 la banda comienza su segunda gira nacional llamada "LIVESCOPE 2004 - Kimi to iu Hikari" en honor a su álbum previo, aparte de lanzar regularmente nuevos temas como "Bokura Dake no Mirai" -tema principal del programa de televisión nipón Sport!-, "Kimi wo Kazaru Hana wo Sakasou" y "Wasurezaki" -ambos temas escogidos para ser parte de bandas sonoras de animes, la primera de Monkey Turn y la segunda como otro ending para el Detective Conan-, que gozaron de éxito moderado superando cada uno las veinte mil copias vendidas. En este año ya las presentaciones en televisión de cada uno de los sencillos que lanzaban al mercado se volvió habitual, marcando un récord peak de presentaciones en vivo televisadas desde sus inicios. Las actividades para la banda comenzaron a hacerse nuevamente abundantes, y ya en diciembre lanzan su cuarto álbum de estudio "I'm waiting 4 you", y ya las preparaciones para una gira en honor a este para el siguiente año comenzaban.

### 2005: Aniversario
Como en el 2005 se cumplen cinco años desde la primera aparición oficial de GARNET CROW, el aniversario fue celebrado en grande. Su primer sencillo de este año fue "Kimi no Omoi Egaita Yume Atsumeru HEAVEN", el meru del título también entendiéndose también al estar en katakana como la pronunciación de MÄR, en honor a este anime donde su tema fue escogido para ser el primer opening. Su fecha de lanzamiento al mercado también contiene un mensaje oculto, 18/05/2005, por ser el duodécimo sencillo de la banda, en su año n.º 5.
En los meses posteriores al lanzamiento de su sencillo, influenciados por su sello discográfico la banda lanza su primer álbum de remixes donde los mismos integrantes remezclaron temas, y también "le 5 eme Anniversaire L'Histoire de 2000 a 2005", un documental en DVD que también incluyó su gira de "I'm waiting 4 you". En octubre lanzan su primer álbum de grandes éxitos titulado simplemente Best, el cual incluyó todos sus temas emblemáticos, aparte de versiones nuevas para algunos temas. El álbum fue todo un éxito, debutando en el n.º 4 de las listas de Oricon y vendiendo finalmente más de 100 mil copias. Finalmente en noviembre lanzan un último sencillo para el año, "Haredokei", segundo tema de la banda que es parte del anime MÄR, que por cierto es relativamente popular y por consecuencia también hizo relativamente popular a la canción.
En este punto de la carrera de la banda ya han llegado a convertirse en la fuente de ingresos principal para su sello Giza Studio. Declararon a los medios que en los primeros años se dedicaron sólo a sembrar con su trabajo duro, y que ahora sólo se están dedicando a cosechar el fruto de su esfuerzo. Este año se convierte el primero en que los integrantes de la banda realmente se relajan, siendo el primer año en que no lanzan un álbum de estudio, rompiendo la cadena de lanzar un nuevo álbum de estudio cada año desde el 2001.

### 2006:THE TWILIGHT VALLEY
Ya terminado el aniversario y retomando las actividades regulares, GARNET CROW vuelve a la rutina lanzando un nuevo sencillo el 1 de marzo de 2006, el cual fue titulado "Rai Rai Ya", título que en kanjis entre los que se incluye uno de ascendencia china quiere decir El sonido del viento, en una versión romántica y e influenciada por escritura oriental antigua -que de hecho resulta imposible traducirla en forma literal. El sencillo, que expresa claramente la versatilidad de las melodías de la banda, así como también del contenido de sus letras, tuvo un éxito regular en las listas, llegando al puesto n.º 17.
Sus dos siguientes sencillos lanzados al mercado, "Yume Hanabi" y "Koyoi Eden no Katasumi de" fueron utilizados al interior de la serie MÄR poco temas opening y ending respectivamente, ambos logrando penetrar en el Top 15 de las listas niponas, con ventas equivalentes rondeando las veinte mil copias vendidas. Y un mes después de lanzarse un nuevo sencillo titulado "Maboroshi", en octubre, la banda finalmente lanza su quinto álbum de estudio -y su primer álbum de estudio en dos años-, el cual fue titulado "THE TWILIGHT VALLEY", su primer disco que también fue lanzado en versión con DVD. El álbum llegó al n.º 4 de lo más vendido de Japón la semana de su debut, superando por poco las ventas de su anterior disco "I'm waiting 4 you".

### 2007
El año 2007 vio el lanzamiento del primer sencillo de doble cara A de la banda, de los temas "Kaze to RAINBOW" y "Kono Te wo Nobaseba", sencillo que fue lanzado en dos versiones distintas en las cuales una de los temas era la principal. Con este sencillo también es la primera vez que toman completo control de una serie de anime, que fue MÄR, donde las dos canciones fueron opening y ending respectivamente. El sencillo, lanzado en febrero de este año, fue todo un éxito en ventas, debutando en el puesto n.º 6 de las listas de Oricon vendiendo más de 30 mil copias.
Su segundo sencillo en el año, "Namida no Yesterday", también marca un hito importante relacionado con los animes, en esta ocasión para Detective Conan, ya que el tema se convierte en el primer opening que GARNET CROW interpreta para esta serie después de siete años, cuando su sencillo debut "Mysterious Eyes", fue escogido con ese fin.
Su tercer sencillo en este mismo año, Sekai wa mawaru to iu keredo, también se relaciona con el anime, 28 ending de Detective Conan. Su sencillo entra en la lista de Oricon en la posición 10.

### 2008:LOCKS
El grupo lanza su primer disco en este año titulado LOCKS con temas conocidos como "Kaze to Rainbow", "Sekai wa Mawaru to iu Keredo" como títulos normales. Después aparecen dos versiones nuevas en el álbum. Una de ellas es "Namida no Yesterday" que fue utilizado para el anime Detective Conan como opening, al igual que colocan el tema de la serie MÄR con título "Kono te wo Nobaseba". Dentro del disco aparece una nueva canción con un video promocional (PV) en el track número 4 del disco titulado "Mou ichido waratte". El disco fue todo un éxito con listas Oricon en el puesto 5.
Más tarde saca en ventas un nuevo sencillo en este año como título Yume no Hitotsu del cual se hicieron varios videos con nombre GARNET TIME en el cual se incluía la canción segunda del sencillo Love Lone Star con imágenes en la página web. Este sencillo fue utilizado para el anime Golgo 13 como ending. El sencillo se llegó a estar en lista Oricon en el puesto 10 y viendo las expectativas empieza otra vez a aumentar ventas. 
Ya casi llegando al fin del año saca su segundo sencillo en el 2008 como título Hyakunen no Kodoku. Con este sencillo no deciden ir a por un anime sino directamente al cine con la película Shin Kyuuseisha Densetsu Hokuto no Ken Zero Kenshirou Ten como fin de la película. El grupo continua subiendo ventas y con este sencillo se posiciona en el número 9 en la lista Oricon.
A finales de este año está preparado un nuevo DVD para diciembre del concierto que se hizo en el 2007 como título de ello GARNET CROW Special live in Ninnaji.

### 2009:STAY ~Yoake no Soul~
En los inicios del año GARNET CROW hace un parón momentáneo hasta abril donde se hace público un nuevo sencillo titulado "Doing all right" con una canción incluida llamada "Nora". Esta canción es empleada como ending 33 de la serie Detective Conan alcanzando el puesto número 10 de la lista Oricon. Seguidamente sacan un DVD titulado "Are You Ready To Lock On?!~livescope at the JCB Hall~" del último live. Más tarde a mediados del verano del 2009 se anuncian dos nuevos CD, uno es un sencillo y el otro un álbum. El sencillo titulado "Hana wa Saite Tada Yurete" que significa "Las flores en flor se balancean", sale a mediados de agosto. Y en septiembre sale el álbum "STAY ~Yoake no Soul~". En el próximo año GARNET CROW celebra su décimo aniversario como banda major.

### 10 años
La banda GARNET CROW inicia su etapa de los 10 años. Para ello sacó un disco BEST con todas las canciones "single" incluyendo una de ellas para la serie Detective Conan siendo incluida como opening de la serie número 28, titulada As the dew. Más tarde se anunció como nuevo sencillo una canción para la película 14 de Detective Conan del cual se hizo un pequeño teatro para promocionar el sencillo simulando la desaparición de su sencillo. Claro está, el sencillo fue robado por Kaito Kid.
En agosto saca un disco conceptual titulado "All Lovers" con muchas de las canciones baladas del grupo. También un nuevo DVD de la gira de los 10 años y realizan un concierto sinfónico en un teatro.

## Discografía

### Álbumes
1. first soundscope ~Mizu no nai Hareta Umi e~ (first soundscope ～水のない晴れた海へ～?) (31/01/2001) #6
2. SPARKLE ~Sujigaki-doori no Sky Blue~ (SPARKLE ～筋書き通りのスカイブルー～?) (24/04/2002) #4
3. Crystallize ~Kimi Toiu Hikari~ (Crystallize ～君という光～?) (12/11/2003) #5
4. I'm waiting 4 you (08/12/2004) #11
5. The Twilight Valley (04/10/2006) - 58.190 copias vendidas #4
6. Locks (12/03/2008) #5
7. STAY ~Yoake no Soul~ (STAY 〜夜明けのSoul〜?) (30/09/2009)
8. Parallel Universe (08/12/2010)

#### Compilaciones
- Best (26/10/2005) #4
- Cool City Production Vol.8 GARNET CROW REMIXES (21/01/2004)
- THE BEST History of GARNET CROW at the crest... (10/2/2010)
- All Lovers (04/08/2010) (Álbum Conceptual)

#### Indies
- first kaleidscope ~Kimi no Uchi ni Tsuku Made Zutto Hashitte Yuku~ (first kaleidscope ～君の家に着くまでずっと走ってゆく～?) (04/12/1999) álbum indie

### Sencillos
1. Mysterious Eyes (23/03/2000) #21
2. Kimi no Uchi ni Tsuku Made Zutto Hashitte Yuku (君の家に着くまでずっと走ってゆく?) (29/03/2000) #40
3. Futari no Rocket (二人のロケット?) (17/05/2000) #53
4. Sennijou no Kotoba wo Narabete mo ... (千以上の言葉を並べても...?) (27/09/2000) #55
5. Natsu no Maboroshi (夏の幻?) (25/10/2000) #22
6. flying (29/11/2000) #27
7. Last love song (09/05/2001) #23
8. call my name (08/08/2001) #30
9. Timeless Sleep (21/11/2001) #36
10. Yume Mita Ato de (夢みたあとで?) (13/03/2002) #8
11. Spiral (スパイラル Supairaru?) (14/08/2002) #7
12. Crystal Gauge (クリスタル・ゲージ?) (11/12/2002) #12
13. Nakenai Yoru mo Nakanai Asa mo (泣けない夜も 泣かない朝も?) (23/07/2003) #14
14. Kimi to iu Hikari (君という光?) (10/09/2003) #7
15. Bokura Dake no Mirai (僕らだけの未来?) (14/01/2004) #7
16. Kimi wo Kazaru Hana wo Sakasou (君を飾る花を咲かそう?) (16/06/2004) #12
17. Wazurezaki (忘れ咲き?) (17/11/2004) #15
18. Kimi no Omoi Egaita Yume Atsu Mär HEAVEN (君の思い描いた夢 集メル HEAVEN?) (18/05/2005) #9
19. Haredokei (晴れ時計?) (23/11/2005) #17
20. Rai Rai Ya (籟・来・也?) (01/03/2006) #18
21. Yume Hanabi (夢・花火?) (05/07/2006) #12
22. Koyoi Eden no Katasumi de (今宵エデンの片隅で?) (16/08/2006) #13
23. Maboroshi (まぼろし?) (13/09/2006) #7
24. Kaze to RAINBOW / Kono Te wo Nobaseba (風とRAINBOW / この手を伸ばせば?) (21 de febrero de 2007) #6
25. Namida no Yesterday (涙のイエスタデー?) (4 de julio de 2007) #9
26. Sekai wa Mawaru to iu Keredo (世界はまわると言うけれど?) (14 de noviembre de 2007) #11
27. Yume no Hitotsu (夢のひとつ?) (13 de agosto de 2008) #10
28. Hyakunen no Kodoku (百年の孤独?) (22 de octubre de 2008) #6
29. Doing All Right (20 de mayo de 2009) #10
30. Hana wa Saite Tada Yurete (花は咲いて　ただ揺れて?) (19 de agosto de 2009)#14
31. Over Drive (14 de abril de 2010)
32. Smiley Nation (29 de junio de 2011)
33. Misty Mistery (31 de agosto de 2011)

### DVD
- GARNET CROW first live scope and document movie (26/03/2003)
- GARNET CROW live scope 2004 Kimi to iu Hikari (君という光?) (16/06/2004)
- "le 5 eme Anniversaire" L'Histoire de 2000 a 2005 (20/07/2005)
- GARNET CROW LIVESCOPE 2006 ~THE TWILIGHT VALLEY~ (26/06/07)
- GARNET CROW Special live in Ninnaji (仁和寺) (17/12/08)

## Giras y conciertos
- GARNET CROW LIVE TOUR 2002 ～first live scope～
- GARNET CROW Koube Daigaku Rokkou Festival Special Live
- MITSUBISHI MOTORS COLT presents FM Festival'02 GARNET CROW Special LIVE
- GARNET CROW live scope 2004 ～Kimi to iu Hikari～
- THURSDAY LIVE at hills Pankoujou　"GARNET NIGHT"
- GARNET CROW live scope 2005 ～I'm waiting 4 you & live～
- GARNET CROW film scope 2005
- GARNET CROW premium live ～happy 5th anniversary～
- GARNET CROW Valentine Live 2006
- GARNET CROW livescope 2006 ～THE TWILIGHT VALLEY～
- GARNET CROW Special live in ninnaji
- GARNET CROW LIVESCOPE 2008 ~Are you ready to lock on?!

## Libros
- LIVE -GARNET CROW first live scope 2002- (5 de febrero de 2003)
- GARNET CROW photoscope 2005 ～5th Anniversary～ (21 de enero de 2005)